# Zlatan Ibrahimović
Zlatan Ibrahimović (n. 3 octombrie 1981, Västra Skrävlinge⁠(d), Malmöhus⁠(d), Suedia) este un fost fotbalist suedez de origine bosniaco-croată, care a jucat pe postul de atacant. Acesta este considerat unul dintre cei mai mari atacanți din istorie, datorită execuțiilor și tehnicii sale excepționale, fiind deseori comparat cu Marco van Basten.
În anul 2011 Ibrahimović a fost cel mai bine plătit fotbalist din Italia. El a primit de șase ori Balonul de Aur din Suedia, premiul pentru cel mai bun fotbalist al acestei țări, și este singurul care a câștigat premiul mai mult de două ori. În timpul ce era la Inter, el a câștigat de trei ori Serie A, iar în 2009 a fost golgheter în Serie A cu 25 de goluri marcate.
Transferul lui Ibrahimović de la Inter la Barcelona s-a făcut pe 27 iulie 2009 și a fost al treilea cel mai scump transfer (69 milioane de euro) din toate timpurile.
Zlatan Ibrahimović s-a născut și a crescut în districtul Rosengard din Malmö. Tatăl său este bosniac, iar mama este croată. A început să joace fotbal la Malmö BI în 1988, apoi a mai trecut și pe la BK Flagg și FBK Balkan înainte de a ajunge la Malmö FF în 1994. Ibrahimović, de asemenea, a practicat Taekwondo de la 14 la 17 ani în Malmöklubben Enighet unde a obținut și centura neagră. El a trecut pe la școala sportivă Borgarskolan, dar și-a întrerupt studiile pentru a se ocupa doar de fotbal.
Numele de familie al lui Zlatan vine din partea tatălui Sefiks care este musulman (إبراهيم arabă, Ibrahim). Zlatan este, totuși, catolic.

## Cariera

### Malmö FF
Ibrahimović a semnat primul contract cu Malmö FF în 1996 și a început să joace la echipa mare în 1999 în prima ligă suedeză, Allsvenskan. Primul gol în campionat a venit pe 30 octombrie 1999 când Malmö FF a învins MFF slog Frölunda cu 2-1. Malmö a terminat în acel sezon pe 13 și a retrogradat din Allsvenska. Sezonul următor în Superettan, el a înscris 12 goluri.

### Ajax
În iulie 2001, Ibrahimović este transferat la echipa olandeză Ajax Amsterdam. Malmö FF a primit 85 milioane de coroane pentru el, cea mai mare sumă pentru un jucător din Allsvenska din toate timpurile. La început Ibrahimović a jucat puțin pentru noua sa echipă, dar când antrenorul Adriaanse a fost concediat la sfârșitul lunii noiembrie 2001, Ronald Koeman a devenit noul tehnician al olandezilor i-a dat lui Ibrahimović șansa să joace mult mai mult. Ajax a câștigat liga olandeză și cupa din sezonul 2001/2002, iar Ibrahimović a înscris șase goluri în 24 de apariții pentru Ajax în timpul sezonului de debut.În sezonul 2002/2003 Ibrahimović a înscris două goluri în debutul lui în Champions League cu Lyon, în septembrie 2002. În total, el a înscris patru goluri în Liga Campionilor și 13 goluri în Eredivisie. În sezonul 2002/2003 Ajax a terminat pe locul doi. În sezonul 2003/2004, a câștigat din nou liga olandeză cu Ajax, și a înscris 13 goluri în 22 de meciuri. Ibrahimović a reușit să înscrie trei goluri în trei meciuri pentru Ajax în sezonul 2004/2005 înainte de a pleca în Italia. În ultimul său meci împotriva lui NAC Breda, a înscris un gol care a fost votat de spectatorii Eurosport drept „golul anului”.

### Juventus
La 31 august 2004, el a fost gata să joace pentru clubul italian Juventus. Taxa de transfer a fost de 19 milioane €. La Juventus, el a fost titular în mod regulat și a marcat primul gol în Serie împotriva Bresciei. În timpul sezonului său de debut în Italia, el a marcat 16 goluri în 35 apariții în ligă și a fost numit Jucătorul Anului în Italia. La 14 noiembrie 2005, el a fost distins cu Balonul de Aur suedez. În sezonul 2005/2006 Ibrahimović a înscris 7 goluri în 35 de meciuri și și-a păstrat locul său de titular în perioada lui Fabio Capello. Cu Juventus a câștigat campionatul italian în sezoanele 2004/2005 și 2005/2006, dar aceste titluri i-au fost luate lui Juventus datorită binecunoscutului scandal Calciopoli.

### Inter

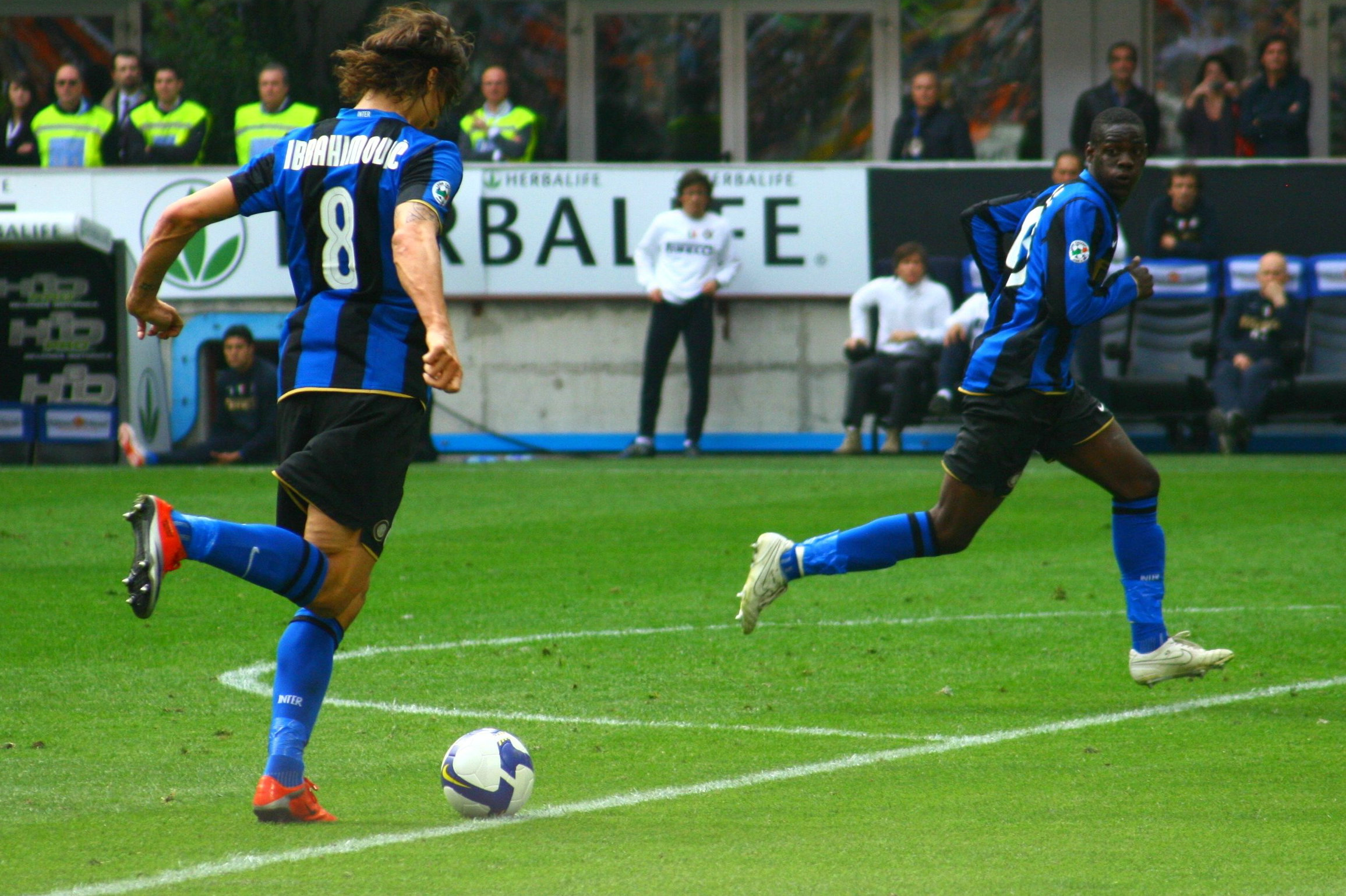
Ibrahimović și Mario Balotelli jucând cu Inter contra lui Palermo în 2009

La 9 august 2006 Inter l-a cumpărat pe Ibrahimović pentru 24.8 milioane de euro.
În debutul la Inter, el a înscris împotriva Fiorentinei. În timpul sezonului 2006/2007, el a devenit campion cu Inter și a fost marcatorul Interului cu 15 goluri.
În sezonul 2007/2008 Ibrahimović  a înscris 17 goluri iar Inter a câștigat din nou Serie A. În Liga Campionilor, Inter a câștigat grupa sa iar Ibrahimović a fost golgheter după faza grupelor, cu cinci goluri. Inter, însă, la fel ca sezonul trecut, a părăsit repede competiția. În a doua jumătate a sezonului el a fost accidentat pentru o lungă perioadă de timp, dar a revenit în meciul final împotriva lui Parma, unde a înscris două goluri și a salvat titlul lui Inter. La gala fotbalului italian a primit distincția de jucător al anului și cel mai bun jucător străin din Serie A. El a fost, de asemenea, nominalizat pentru Balonul de Aur FIFA și a încheiat pe locul 9. Cristiano Ronaldo a fost câștigător.
La data de 25 octombrie 2008 Ibrahimović și-a prelungit contractul cu Inter până în 2013. Potrivit Aftonbladet, atunci salariul său anual a fost crescut de 105 milioane kr la 120 milioane kr, împreună cu Kaká a fost cel mai plătit fotbalist din lume. 
În sezonul 2008/2009 a câștigat pentru al treilea an consecutiv și a fost cel mai bun sezon pentru Ibrahimović până în prezent. În timpul sezonului el a înscris 25 de goluri. În Europa, nu a fost atât de bun pentru Inter, care a ieșit în optimile Ligii Campionilor. După înfrângere s-a presupus că Ibrahimović va părăsi Italia, pentru a juca în Spania.

### FC Barcelona

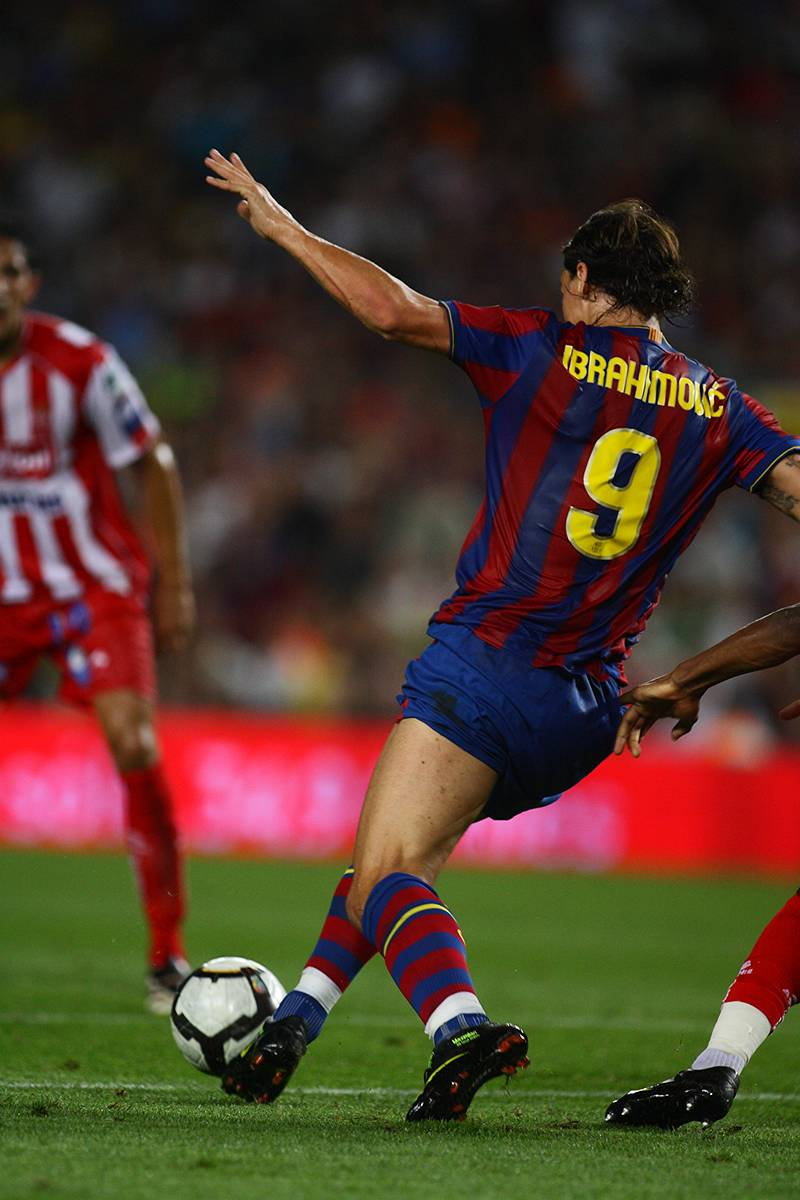
Ibrahimović jucând la Barcelona într-un meci contra Sporting Gijón în 2009

În iulie 2009, au început negocierile între Inter și Barcelona. Cluburile au ajuns la un acord pentru Ibrahimović de 46 de milioane de euro, plus Samuel Eto'o (evaluat la 20 milioane de euro). Tranzacția a fost finalizată pe 27 iulie 2009 când  Ibrahimović a fost prezentat la Barcelona în fața a 70.000 de fani pe Camp Nou. La Barcelona a avut tricoul cu nr. 9, lăsat liber de Samuel Eto'o.
Ibrahimović a avut o fractură la mâna stângă în iulie, și a fost forțat să se opereze, astfel a ratat o parte din meciurile Barcelonei. Primul meci pentru Ibrahimović la Barcelona a fost a doua etapă a finalei Super-Cupei Spaniei împotriva lui Athletic Bilbao, la 23 august. Meciul sa încheiat 3-0 pentru Barcelona, astfel a câștigat Cupa Super finala cu un golaveraj de 5-1. Ibrahimović a jucat tot meciul, dar nu a reușit să înscrie. Pe 28 august Ibrahimović a câștigat UEFA Super Cup, după 1-0 cu FC Shachtar Donețk. Acesta a fost al doilea său trofeu, cu Barcelona, după doar 2 luni la club.
În Primera Division a înscris primul său gol pe 31 august pe Camp Nou în Barcelona- Sporting Gijon 3-0. În următoarele patru meciuri Ibrahimović a avut un gol pe meci. Astfel, el a devenit primul jucător al Barcelonei care să înscrie în primele cinci jocuri din campionat cu clubul. Recordul era deținut de Hristo Stoichkov, care a marcat în primele sale trei jocuri în 1990/1991. La 29 noiembrie el a decis celebrul El Classico și Barcelona s-a dus pe primul loc în La Liga.
În toamnă a marcat 11 goluri și a ajutat mult echipa în La Liga. În total în La Liga și Liga Campionilor, el a marcat 20 de goluri și 9 asisst-uri, astfel a fost al doilea marcator al Barcelonei după Lionel Messi. Barcelona a câștigat La Liga, dar a pierdut în semifinala Champions League împotriva fostului club al lui Ibrahimovic, Inter. După ieșirea din Liga Campionilor Ibrahimovic a pierdut locul său obișnuit în unsprezecele Barcelonei.În luna august 2010, Zlatan a ajutat Barcelona să câștige Super Cupa Spaniei împotriva Sevillei. La prima întâlnire, el a început din primul minut, dar Barcelona a pierdut cu 1-3. În meciul retur de pe Camp Nou Zlatan a văzut întregul meci pe bancă și echipa câștigând cu 4-0, dând rezultatul general 5-3. Acesta a fost titlul cinci și ultimul pentru Zlatan la Barcelona. Ibrahimovic a câștigat Supercupa Spaniei de două ori (2009 și 2010), Supercupa UEFA o dată (2009), La Liga o dată (2010), și FIFA Club World Cup o dată (2009).

### AC Milan

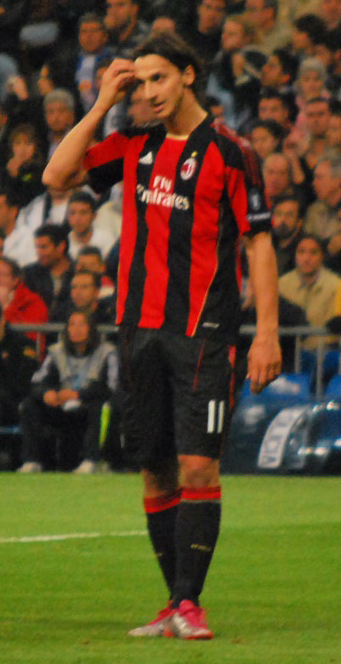
Ibrahimović la AC Milan într-un meci din Liga Campionilor contra lui Real Madrid, în octombrie 2010

#### Sezonul 2010-11
În data de 28 august 2010 Ibrahimović a semnat cu AC Milan, iar colegii săi cei noi în atac erau Ronaldinho, Alexandre Pato și Filippo Inzaghi. Conform contractului Ibrahimović a fost împrumutat de la Barcelona în timpul sezonului 2010/11, după care Milan îl cumpără timp de trei ani. Numărul lui Zlatan a fost 11, care a devenit vacant după ce Klaas-Jan Huntelaar a plecat la Schalke 04. 
În primele luni în Milano, Zlatan a devenit un jucător foarte important. Filippo Inzaghi a fost accidentat pe termen lung în toamna anului 2010. Alexandre Pato de asemenea, până la începutul anului 2011, când a revenit. În timpul transferurilor în ianuarie 2011 Ronaldinho pleacă și e înlocuit cu Antonio Cassano.
Zlatan debutează la Milan pe 22 septembrie 2010 în întâlnirea cu Lazio care sa încheiat 1-1. La data de 14 noiembrie 2010 a decis derby-ul împotriva lui Inter Milano din Serie A. 
Duminică, 27 noiembrie 2011 Zlatan a marcat al 100-lea gol în Serie A în victoria cu 4-0 într-un joc acasă împotriva lui Chievo.

### Paris Saint-Germain

#### Sezonul 2012-13

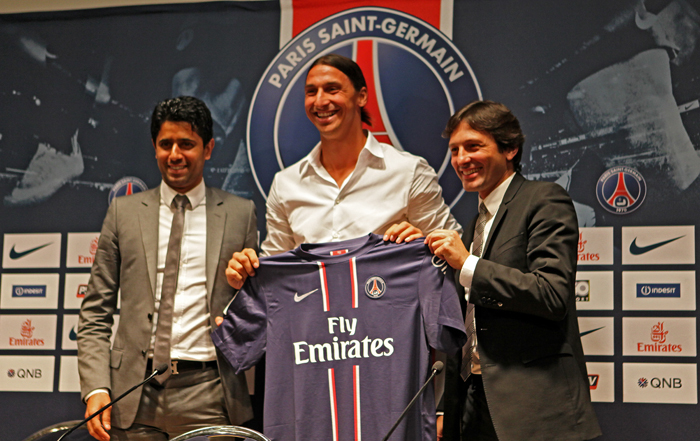
Ibrahimović prezentat de directorul sportiv al FC Paris Saint-Germain, Leonardo (dreapta) și președintele Nasser Al-Khelaifi (stânga)

La data de 17 iulie 2012, Paris Saint-Germain FC a confirmat transferul lui Ibrahimović de la AC Milan, pentru aproximativ 20 milioane €. Acest transfer l-a fǎcut pe Ibrahimovici sǎ devinǎ jucǎtorul pentru care cluburile care l-au achiziționat au cheltuit în jur de 180 milioane de euro. Ibrahimovic a semnat un contract de 3 ani, cu un salariu anual de € 14 milioane euro. În ziua în care Ibrahimović a semnat contractul Zlatan a făcut următoarea declarație în timpul primei sale conferințe de presǎ la Paris: "Este un pas mare în cariera mea și un alt vis devenit realitate. Sunt foarte fericit, pentru că acesta este un proiect în care vreau să fiu implicat. Vreau să fac parte din istoria clubului. Sunt aici să aduc victorii și nimic altceva ".
În primul meci din Ligue 1 al sezonului 2012-13 Ibrahimović a marcat două goluri în a doua reprizǎ a meciului cu FC Lorient, meci terminat 2-2 după ce parizienii au fost conduși cu 0-2. 
În meciul cu LOSC Lille Métropole, Ibrahimovic a marcat dubla prin care PSG a obținut victoria. În primul meci din grupele UEFA Champions League 2012-13 împotriva lui FC Dinamo Kiev pe 18 septembrie 2012, Ibrahimović a marcat al șaselea gol pentru PSG dintr-un penalty. El a devenit astfel primul jucǎtor care a înscris pentru șase cluburi în UEFA Champions League.  La data de 08 octombrie 2012, Ibrahimović devenit al treilea jucǎtor (dupǎ Ronaldinho și Laurent Blanc) care a jucat în El Clásico, Derby della Madonnina și Le Classique - Olympique de Marseille vs Paris Saint-Germain FC -. El a marcat ambele goluri ale lui PSG în derby-ul de pe Stade Vélodrome, încheiat 2-2.

#### Sezonul 2013-14
În sezonul 2013-14, Ibrahimovic a înscris primul sau gol al sezonului pe data de 31 august 2013, marcând în prelungiri într-o victorie împotriva lui Guingamp. Pe 24 septembrie, șefii lui PSG au anunțat că Ibrahimovic și-a prelungit contractul cu echipa de club, fiind scadent în 2016. Pe 19 octombrie, a înscris două goluri în victoria lui PSG împotriva lui Bastia, scor 4-0. Unul dintre aceste goluri a fost un voleu cu călcâiul, fiind votat ulterior cel mai frumos gol din Ligue I. Patru zile mai târziu, a înscris patru goluri în victoria lui PSG împotriva lui Anderlecht în Champions League. Pe 27 noiembrie 2013, Ibrahimovic a bifat prezența numărul 100 în Champions League, celebrând-o cu un gol marcat împotriva lui Olympiakos, meci câștigat de echipa sa cu 2-1.
Pe 16 martie 2014, Ibrahimovic a înscris ambele goluri împotriva lui Saint-Etienne, astfel depășindu-i recordul lui Carlos Bianchi de 39 de goluri marcate într-un sezon, în toate competițiile. Pe 11 mai, a fost numit cel mai bun jucător din Ligue 1 pentru al doilea an la rând. A terminat sezonul ca golgheter cu 26 de goluri, iar echipa sa a câștigat un al doilea titlu consecutiv de campioană. Per total, a înscris 41 de goluri în toate competițiile.

#### Sezonul 2014-15
A înscris primul gol al sezonului 2014-15 pe 2 august 2014 împotriva lui Guingamp în Supercupa Franței, câștigând primul trofeu al sezonului. În primul meci din campionat, Ibrahimovic a marcat o dublă, dar a și ratat un penalty într-o remiză de coșmar, 2-2, cu Stade de Reims. A marcat primul hat-trick al sezonului într-o partidă cu Saint-Ettiene, pe 31 august, scor 5-0. Pe 22 septembrie 2014, s-a accidentat, acuzând dureri la călcâi. A revenit pe teren pe 9 noiembrie, începând meciul împotriva marilor rivali de la Marseille pe post de rezervă. Ulterior, a intrat și el pe teren, înlocuindu-l pe Lavezzi, însă nu a contribuit decisiv la victoria echipei sale cu 2-0.
Pe 11 martie 2015, Ibrahimovic a primit un cartonaș roșu în optimile Champions League împotriva lui Chelsea, pe Stamford Bridge, pentru un fault asupra lui Oscar. PSG a obținut calificarea în 10 oameni, după ce au obținut o remiză, 2-2, în prelungiri. Meciul tur, disputat la Paris s-a terminat 1-1. PSG a terminat sezonul cu tripla internă, reușind să câștige campionatul, Cupa Ligii precum și Cupa Franței. Ibrahimovic a terminat sezonul cu 19 goluri în campionat, și 30 în toate competițiile.

#### Sezonul 2015-16
Sezonul 2015-16 s-a dovedit a fi cel mai bun din istoria lui PSG, precum și cel mai bun pentru Ibra. Pe 4 octombrie 2015, Ibrahimovic a înscris o dublă, ambele goluri fiind din penalty, într-o victorie împotriva lui Marseille. Astfel, suedezul a depășit recordul lui Pauleta de goluri marcate pentru club, devenind oficial cel mai bun marcator din istoria clubului, cu 110 goluri în toate competițiile. Pe 4 decembrie 2015, Ibrahimovic a marcat o dublă împotriva lui Nice în victoria lui PSG, scor 3-0, și a devenit cel mai bun marcator al clubului în campionatul intern. Recordul precedent a fost deținut de Mustapha Dahleb, cu 85 de goluri.
Pe 16 februarie 2016, într-o altă reeditare a duelui PSG-Chelsea din optimile Champions League, Ibrahimovic a deschis scorul în minutul 39 cu o lovitură liberă, și a contribuit decisiv în victoria cu 2-1 a clubului său. A fost a 116-a apariție a suedezului în Champions League, depășindu-l astfel pe Carles Puyol la numărul de prezențe, intrând în top 10 la acest capitol. Patru zile mai târziu, a înscris o dublă și a oferit două assisturi în victoria lui PSG împotriva lui Reims cu 4-1.
Pe 9 martie 2016, în a doua manșă a optimilor împotriva lui Chelsea, Ibrahimovic i-a oferit un assist tânărului francez Adrien Rabiot și a înscris golul câștigător, într-o victorie cu 2-1 a parizienilor. Cu acest gol, a devenit al 14-lea jucător care a înscris 50 sau mai multe goluri în istoria cupelor europene. Patru zile mai târziu, a înscris patru goluri în victoria triumfătoare a echipei împotriva micuței Troyes, scor 9-0. Această victorie a consemnat și statutul de campioană a lui PSG cu 8 meciuri înaintea încheierii campionatului. Tot în aceeași zi, a declarat că va părăsi clubul parizian la sfârșitul sezonului, glumind că ar rămâne doar dacă Turnul Eiffel ar fi fost înlocuit cu o statuie a sa. Pe 16 aprilie, Ibrahimovic a marcat o dublă în victoria cu 6-0 împotriva lui Caen, astfel ajungând la 32 de goluri în campionat, cea mai bună statistică a sa din acest punct de vedere.
Pe 8 mai 2016, Ibrahimovic a fost numit cel mai bun jucător din Ligue 1 pentru al treilea an consecutiv.
Pe 14 mai 2016, Ibrahimovic a jucat ultimul său meci, într-o partidă împotriva lui FC Nantes pe Parc des Princes, marcând o dublă în victoria cu 4-0. Cu această ocazie, a devenit golgheterul absolut al lui PSG într-un singur sezon, marcând 38 de goluri, cu unul mai mult decât Carlos Bianchi, cel care a marcat 37 de goluri în sezonul 1977-1978. A terminat sezonul cu 50 de goluri în 51 de apariții, fiind cel mai productiv sezon din cariera lui Ibrahimovic.

### Manchester United
Pe 30 iunie 2016, a anunțat pe mai multe rețele de socializare că următoarea sa destinație este Manchester United, fiind reunit cu Jose Mourinho. Pe 1 iulie 2016, a semnat pe un an cu echipa engleză, cu opțiunea de prelungire pe încă un an. Zlatan a reușit să câștige în primul său an cu Manchester United  competiția UEFA Europa League, finala având loc chiar în țara sa natală, Suedia. Din nefericire, din cauza unei accidentări în meciul din sferturile de finală împotriva echipei belgiene RSC Anderlecht, fotbalistul nu a putut juca în restul competiției.

### LA Galaxy
Pe 23 martie 2018, Ibrahimovic a semnat pentru clubul LA Galaxy din Major League Soccer. Acesta a avut un impact incredibil asupra clubului, marcând 53 de goluri în 52 de meciuri. Acesta a impresionat încă din prima zi la acest club, marcând 2 goluri și având un asist la debut. De asemenea Zlatan a marcat golul cu numărul 500 printr-un șut specific lui.

## Cariera internațională

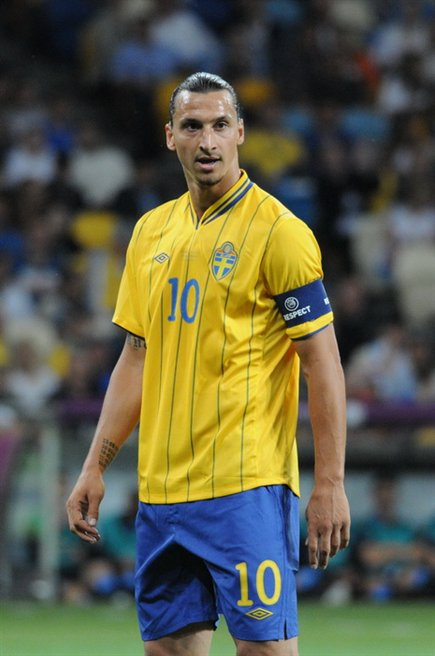
Ibrahimović jucând cu Suedia la Euro 2012

Ibrahimović a debutat pentru echipa națională pe 31 ianuarie 2001, când Suedia și Insulele Feroe au remizat 0-0 în Vaxjo. La 23 martie 2001, el a debutat pentru echipa Under-21 atunci când Suedia a câștigat 2-0 împotriva Macedoniei în Borås, la o calificare la Campionatul Under-21 din 2002. În timpul verii el a fost cu echipa la Cupa Mondială. Ibrahimović a primit puțin timp de joc, dar a făcut două apariții, împotriva Argentinei în faza grupelor și în optimi împotriva Senegal.
Ibrahimović a refuzat echipa națională în preliminariile Campionatului European din 2006 împotriva Islandei și Spaniei. În martie 2007, Ibrahimović revenit la echipă. Pe parcursul anului, echipa și-a asigurat promovarea la Campionatul European. Ibrahimović mai târziu a fost recompensat cu Balonul de Aur și Premiul Jerring 2007 pentru contribuțiile sale în echipă.
La Euro 2008 Ibrahimović a jucat foarte puțin datorită unei accidentări. În premieră, el a făcut 1-0 pentru Suedia împotriva Greciei și pierderea 1-1 în meciul împotriva Spaniei. Suedia nu a reușit să meargă din faza grupelor în fazele eliminatorii. În noiembrie 2008 el a devenit primul jucător de fotbal suedez care primește Balonul de Aur pentru a treia oară.
În meciul de calificare la Cupa Mondială, Suedia-Portugalia a primit pentru prima dată banderola de căpitan, după ce căpitanul echipei, Henrik Larsson a lipsit de la meci. În preliminariile pentru Cupa Mondială din Africa de Sud în 2010, el a jucat în multe meciuri. Suedia, cu toate acestea, a ratat playofful după ce a pierdut în Danemarca în penultimul meci din faza grupelor.
Suedia s-a calificat la Euro 2012 însă nu a reușit să treacă de grupe. A marcat două goluri la acel turneu, împotriva Ucrainei, într-o înfrângere cu 2-1 a echipei sale, și împotriva Franței, într-un succes cu 2-0 în ultima etapă a grupelor. Suedia a ratat calificarea la Cupa Mondială din Brazilia, pierzând barajul cu Portugalia, scor 3-4 (1-1 în Portugalia, 2-3 în Suedia). Ibrahimovic a evoluat fantastic în manșa retur din Suedia, marcând două goluri, însă un Cristiano Ronaldo în vârf de formă a blocat accesul suedezilor la Cupa Mondială, marcând la rândul lui, un hat-trick.
Suedia a început slab campania de calificare la Euro 2016, cu două remize în primele două meciuri. Cu toate acestea, Ibrahimovic a fost strălucitor în preliminarii, fiind golgheterul grupei G de calificare, cu 8 goluri. Suedia s-a calificat la baraj de pe locul 3, întâlnind Danemarca. Din nou, Ibrahimovic s-a dovedit a fi crucial împotriva danezilor, marcând trei goluri în cele două meciuri de baraj, trimițând echipa suedeză la Euro 2016, scorul la general fiind 4-3 pentru Suedia.
La Euro 2016 echipa suedeză nu a avut o prestație convingătoare, singurul lor șut pe poartă din tot turneul având loc în meciul cu Belgia, expediat de Ibrahimovic. Pe 21 iunie 2016, Ibrahimovic și-a anunțat retragerea de la echipa națională.

## Statistici carieră
| Club                  | Sezon         | Campionat           | Campionat | Campionat | Cupa    | Cupa   | Cupa Ligii | Cupa Ligii | Continental | Continental | Altele  | Altele | Total   | Total  |
| Club                  | Sezon         | Divizie             | Meciuri   | Goluri    | Meciuri | Goluri | Meciuri    | Goluri     | Meciuri     | Goluri      | Meciuri | Goluri | Meciuri | Goluri |
| --------------------- | ------------- | ------------------- | --------- | --------- | ------- | ------ | ---------- | ---------- | ----------- | ----------- | ------- | ------ | ------- | ------ |
| Malmö FF              | 1999          | Allsvenskan         | 6         | 1         | —       | —      | —          | —          | —           | —           | —       | —      | 6       | 1      |
| Malmö FF              | 2000          | Superettan          | 26        | 12        | 3       | 2      | —          | —          | —           | —           | —       | —      | 29      | 14     |
| Malmö FF              | 2001          | Allsvenskan         | 8         | 3         | 4       | 0      | —          | —          | —           | —           | —       | —      | 12      | 3      |
| Malmö FF              | Total         | Total               | 40        | 16        | 7       | 2      | —          | —          | —           | —           | —       | —      | 47      | 18     |
| Ajax                  | 2001–02       | Eredivisie          | 24        | 6         | 3       | 1      | —          | —          | 6           | 2           | —       | —      | 33      | 9      |
| Ajax                  | 2002–03       | Eredivisie          | 25        | 13        | 3       | 3      | —          | —          | 13          | 5           | 1       | 0      | 42      | 21     |
| Ajax                  | 2003–04       | Eredivisie          | 22        | 13        | 1       | 0      | —          | —          | 8           | 2           | —       | —      | 31      | 15     |
| Ajax                  | 2004–05       | Eredivisie          | 3         | 3         | —       | —      | —          | —          | —           | —           | 1       | 0      | 4       | 3      |
| Ajax                  | Total         | Total               | 74        | 35        | 7       | 4      | —          | —          | 27          | 9           | 2       | 0      | 110     | 48     |
| Juventus              | 2004–05       | Serie A             | 35        | 16        | 0       | 0      | —          | —          | 10          | 0           | —       | —      | 45      | 16     |
| Juventus              | 2005–06       | Serie A             | 35        | 7         | 2       | 0      | —          | —          | 9           | 3           | 1       | 0      | 47      | 10     |
| Juventus              | Total         | Total               | 70        | 23        | 2       | 0      | —          | —          | 19          | 3           | 1       | 0      | 92      | 26     |
| Internazionale Milano | 2006–07       | Serie A             | 27        | 15        | 1       | 0      | —          | —          | 7           | 0           | 1       | 0      | 36      | 15     |
| Internazionale Milano | 2007–08       | Serie A             | 26        | 17        | 0       | 0      | —          | —          | 7           | 5           | 1       | 0      | 34      | 22     |
| Internazionale Milano | 2008–09       | Serie A             | 35        | 25        | 3       | 3      | —          | —          | 8           | 1           | 1       | 0      | 47      | 29     |
| Internazionale Milano | Total         | Total               | 88        | 57        | 4       | 3      | —          | —          | 22          | 6           | 3       | 0      | 117     | 66     |
| Barcelona             | 2009–10       | La Liga             | 29        | 16        | 2       | 1      | —          | —          | 10          | 4           | 4       | 0      | 45      | 21     |
| Barcelona             | 2010–11       | La Liga             | 0         | 0         | 0       | 0      | —          | —          | 0           | 0           | 1       | 1      | 1       | 1      |
| Barcelona             | Total         | Total               | 29        | 16        | 2       | 1      | —          | —          | 10          | 4           | 5       | 1      | 46      | 22     |
| AC Milan (împrumut)   | 2010–11       | Serie A             | 29        | 14        | 4       | 3      | —          | —          | 8           | 4           | —       | —      | 41      | 21     |
| AC Milan              | 2011–12       | Serie A             | 32        | 28        | 3       | 1      | —          | —          | 8           | 5           | 1       | 1      | 44      | 35     |
| AC Milan              | Total         | Total               | 61        | 42        | 7       | 4      | —          | —          | 16          | 9           | 1       | 1      | 85      | 56     |
| Paris Saint-Germain   | 2012–13       | Ligue 1             | 34        | 30        | 2       | 2      | 1          | 0          | 9           | 3           | —       | —      | 46      | 35     |
| Paris Saint-Germain   | 2013–14       | Ligue 1             | 33        | 26        | 2       | 3      | 2          | 2          | 8           | 10          | 1       | 0      | 46      | 41     |
| Paris Saint-Germain   | 2014–15       | Ligue 1             | 24        | 19        | 3       | 4      | 3          | 3          | 6           | 2           | 1       | 2      | 37      | 30     |
| Paris Saint-Germain   | 2015–16       | Ligue 1             | 31        | 38        | 6       | 7      | 3          | 0          | 10          | 5           | 1       | 0      | 51      | 50     |
| Paris Saint-Germain   | Total         | Total               | 122       | 113       | 13      | 16     | 9          | 5          | 33          | 20          | 3       | 2      | 180     | 156    |
| Manchester United     | 2016–17       | Premier League      | 28        | 17        | 1       | 1      | 5          | 4          | 11          | 5           | 1       | 1      | 46      | 28     |
| Manchester United     | 2017–18       | Premier League      | 5         | 0         | 0       | 0      | 1          | 1          | 1           | 0           | —       | —      | 7       | 1      |
| Manchester United     | Total         | Total               | 33        | 17        | 1       | 1      | 6          | 5          | 12          | 5           | 1       | 1      | 53      | 29     |
| LA Galaxy             | 2018          | Major League Soccer | 27        | 22        | 0       | 0      | —          | —          | —           | —           | —       | —      | 27      | 22     |
| LA Galaxy             | 2019          | Major League Soccer | 29        | 30        | 0       | 0      | 2          | 1          | —           | —           | —       | —      | 31      | 31     |
| LA Galaxy             | Total         | Total               | 56        | 52        | 0       | 0      | 2          | 1          | —           | —           | —       | —      | 58      | 53     |
| AC Milan              | 2019–20       | Serie A             | 18        | 10        | 2       | 1      | —          | —          | —           | —           | —       | —      | 20      | 11     |
| AC Milan              | 2020–21       | Serie A             | 19        | 15        | 2       | 1      | —          | —          | 6           | 1           | —       | —      | 27      | 17     |
| AC Milan              | 2021–22       | Serie A             | 23        | 8         | 0       | 0      | —          | —          | 4           | 0           | —       | —      | 27      | 8      |
| AC Milan              | 2022–23       | Serie A             | 4         | 1         | 0       | 0      | —          | —          | —           | —           | —       | —      | 4       | 1      |
| AC Milan              | Total         | Total               | 64        | 34        | 4       | 2      | —          | —          | 10          | 1           | —       | —      | 78      | 37     |
| Total carieră         | Total carieră | Total carieră       | 637       | 405       | 47      | 33     | 17         | 11         | 149         | 57          | 16      | 5      | 866     | 511    |

1. ↑  Include Svenska Cupen, KNVB Cup, Coppa Italia, Copa del Rey, Coupe de France, FA Cup
2. ↑  Include Coupe de la Ligue, EFL Cup, MLS Cup Playoffs
3. ↑  Două apariții în UEFA Champions League, patru apariții și două goluri în Cupa UEFA
4. 1 2 3 4 5 6 7 8 9 10 11 12 13 14 15 16  Apariții în UEFA Champions League
5. 1 2  Apariție în Johan Cruyff Shield
6. 1 2 3 4 5  Apariție în Supercoppa Italiana
7. ↑  O apariție în Supercopa España, o apariție în Supercupa Europei UEFA, două apariții în Cupa Mondială a Cluburilor FIFA
8. ↑  Apariție în Supercopa de España
9. 1 2 3  Apariție în Trophée des Champions
10. 1 2  Apariții în UEFA Europa League
11. ↑  Apariție în FA Community Shield

| Suedia U21 | Suedia U21 | Suedia U21 |
| An         | Meciuri    | Goluri     |
| ---------- | ---------- | ---------- |
| 2001       | 7          | 6          |
| Total      | 7          | 6          |

| Suedia | Suedia  | Suedia |
| An     | Meciuri | Goluri |
| ------ | ------- | ------ |
| 2001   | 5       | 1      |
| 2002   | 10      | 2      |
| 2003   | 4       | 3      |
| 2004   | 12      | 8      |
| 2005   | 5       | 4      |
| 2006   | 6       | 0      |
| 2007   | 7       | 0      |
| 2008   | 7       | 2      |
| 2009   | 6       | 2      |
| 2010   | 4       | 3      |
| 2011   | 11      | 3      |
| 2012   | 8       | 11     |
| 2013   | 11      | 9      |
| 2014   | 5       | 3      |
| 2015   | 10      | 11     |
| 2016   | 5       | 0      |
| Total  | 116     | 62     |

### Goluri internaționale

#### Under-21
| #  | Data              | Stadion                       | Adversar          | Scor | Rezultat | Competiția                            |
| -- | ----------------- | ----------------------------- | ----------------- | ---- | -------- | ------------------------------------- |
| 1. | 23 aprilieie 2001 | Ryavallen, Borås              | Macedonia de Nord | 1–0  | 2–0      | 2002 UEFA U-21 Championship qualifier |
| 2. | 28 aprilieie 2001 | Stadionul Moldova, Chișinău   | Republica Moldova | 1–0  | 2–0      | 2002 UEFA U-21 Championship qualifier |
| 3. | 1 iunie 2001      | Enavallen, Enköping           | Slovacia          | 1–0  | 4–0      | 2002 UEFA U-21 Championship qualifier |
| 4. | 5 iunie 2001      | Mjörnvallen, Alingsås         | Republica Moldova | 2–0  | 3–0      | 2002 UEFA U-21 Championship qualifier |
| 5. | 1 septembrie 2001 | Gjorče Petrov Stadium, Skopje | Macedonia de Nord | 1–0  | 1–1      | 2002 UEFA U-21 Championship qualifier |
| 6. | 4 septembrie 2001 | İsmet Pașa Stadium, İzmit     | Turcia            | 1–3  | 1–4      | 2002 UEFA U-21 Championship qualifier |

#### Echipa de seniori
| #   | Data               | Stadion                                            | Selecția N.       | Adversar       | Scor | Rezultat                                             | Competiția                                             |
| --- | ------------------ | -------------------------------------------------- | ----------------- | -------------- | ---- | ---------------------------------------------------- | ------------------------------------------------------ |
| 1.  | 7 octombrie 2001   | Råsunda, Solna, Suedia                             | 4                 | Azerbaidjan    | 3–0  | 3–0                                                  | Calificările pentru Campionatul Mondial de Fotbal 2002 |
| 2.  | 21 august 2002     | Stadionul Lokomotiv, Moscova, Rusia                | 15                | Rusia          | 1–1  | 1–1                                                  | Meci amical                                            |
| 3.  | 12 octombrie 2002  | Råsunda, Solna, Suedia                             | 17                | Ungaria        | 1–1  | 1–1                                                  | Preliminariile Campionatului European de Fotbal 2004   |
| 4.  | 30 aprilieie 2003  | Råsunda, Solna, Suedia                             | 18                | Croația        | 1–1  | 1–2                                                  | Meci amical                                            |
| 5.  | 6 septembrie 2003  | Stadionul Ullevi, Göteborg, Suedia                 | 19                | San Marino     | 3–0  | 5–0                                                  | Preliminariile Campionatului European de Fotbal 2004   |
| 6.  | 6 septembrie 2003  | Stadionul Ullevi, Göteborg, Suedia                 | 19                | San Marino     | 5–0  | 5–0                                                  | Preliminariile Campionatului European de Fotbal 2004   |
| 7.  | 31 martie 2004     | Stadionul Ullevi, Göteborg, Suedia                 | 22                | Anglia         | 1–0  | 1–0                                                  | Meci amical                                            |
| 8.  | 14 Iunie 2004      | Estádio José Alvalade, Lisabona, Portugalia        | 26                | Bulgaria       | 4–0  | 5–0                                                  | Euro 2004                                              |
| 9.  | 18 iunie 2004      | Estádio do Dragão, Porto, Portugalia               | 27                | Italia         | 1–1  | 1–1                                                  | Euro 2004                                              |
| 10. | 18 august 2004     | Råsunda, Solna, Suedia                             | 30                | Țările de Jos  | 2–2  | 2–2                                                  | Meci amical                                            |
| 11. | 4 septembrie 2004  | Ta' Qali National Stadium, Ta' Qali, Malta         | 31                | Malta          | 1–0  | 7–0                                                  | Calificările pentru Campionatul Mondial de Fotbal 2006 |
| 12. | 4 septembrie 2004  | Ta' Qali National Stadium, Ta' Qali, Malta         | 31                | Malta          | 2–0  | 7–0                                                  | Calificările pentru Campionatul Mondial de Fotbal 2006 |
| 13. | 4 septembrie 2004  | Ta' Qali National Stadium, Ta' Qali, Malta         | 31                | Malta          | 3–0  | 7–0                                                  | Calificările pentru Campionatul Mondial de Fotbal 2006 |
| 14. | 4 septembrie 2004  | Ta' Qali National Stadium, Ta' Qali, Malta         | 31                | Malta          | 5–0  | 7–0                                                  | Calificările pentru Campionatul Mondial de Fotbal 2006 |
| 15. | 4 iunie 2005       | Stadionul Ullevi, Göteborg, Suedia                 | 36                | Malta          | 4–0  | 6–0                                                  | Calificările pentru Campionatul Mondial de Fotbal 2006 |
| 16. | 3 Septemrie 2005   | Råsunda, Solna, Suedia                             | 37                | Bulgaria       | 3–0  | 3–0                                                  | Calificările pentru Campionatul Mondial de Fotbal 2006 |
| 17. | 7 septembrie 2005  | Stadionul Ferenc Puskás, Budapesta, Ungaria        | 38                | Ungaria        | 1–0  | 1–0                                                  | Calificările pentru Campionatul Mondial de Fotbal 2006 |
| 18. | 12 octombrie 2005  | Råsunda, Solna, Suedia                             | 39                | Islanda        | 1–1  | 3–1                                                  | Calificările pentru Campionatul Mondial de Fotbal 2006 |
| 19. | 10 iunie 2008      | Red Bull Arena, Salzburg, Austria                  | 56                | Grecia         | 1–0  | 2–0                                                  | Euro 2008                                              |
| 20. | 14 iunie 2008      | Tivoli Neu, Innsbruck, Austria                     | 57                | Spania         | 1–1  | 1–2                                                  | Euro 2008                                              |
| 21. | 10 iunie 2009      | Stadionul Ullevi, Göteborg, Suedia                 | 63                | Malta          | 3–0  | 4–0                                                  | Calificările pentru Campionatul Mondial de Fotbal 2010 |
| 22. | 5 septembrie 2009  | Stadionul Ferenc Puskás, Budapesta, Ungaria        | 64                | Ungaria        | 2–1  | 2–1                                                  | Calificările pentru Campionatul Mondial de Fotbal 2010 |
| 23. | 11 august 2010     | Råsunda, Solna, Suedia                             | 68                | Scoția         | 1–0  | 3–0                                                  | Meci amical                                            |
| 24. | 7 septembrie 2010  | Swedbank Stadion, Malmö, Suedia                    | 70                | San Marino     | 1–0  | 6–0                                                  | Preliminariile Campionatului European de Fotbal 2012   |
| 25. | 7 septembrie 2010  | Swedbank Stadion, Malmö, Suedia                    | 70                | San Marino     | 5–0  | 6–0                                                  | Preliminariile Campionatului European de Fotbal 2012   |
| 26. | 7 iunie 2011       | Råsunda, Solna, Suedia                             | 74                | Finlanda       | 2–0  | 5–0                                                  | Preliminariile Campionatului European de Fotbal 2012   |
| 27. | 7 iunie 2011       | Råsunda, Solna, Suedia                             | 74                | Finlanda       | 3–0  | 5–0                                                  | Preliminariile Campionatului European de Fotbal 2012   |
| 28. | 7 iunie 2011       | Råsunda, Solna, Suedia                             | 74                | Finlanda       | 4–0  | 5–0                                                  | Preliminariile Campionatului European de Fotbal 2012   |
| 29. | 29 februarie 2012  | Maksimir Stadion, Zagreb, Croația                  | 80                | Croația        | 1–0  | 3–1                                                  | Meci amical                                            |
| 30. | 30 mai 2012        | Gamla Ullevi, Göteborg, Suedia                     | 81                | Islanda        | 1–0  | 3–2                                                  | Meci amical                                            |
| 31. | 5 iunie 2012       | Råsunda, Solna, Suedia                             | 82                | Serbia         | 2–1  | 2–1                                                  | Meci amical                                            |
| 32. | 11 iunie 2012      | Olimpiyskiy National Sports Complex, Kiev, Ucraina | 83                | Ucraina        | 1–0  | 1–2                                                  | UEFA Euro 2012                                         |
| 33. | 19 iunie 2012      | Olimpiyskiy National Sports Complex, Kiev, Ucraina | 85                | Franța         | 1–0  | 2–0                                                  | UEFA Euro 2012                                         |
| 34. | 12 octombrie 2012  | Tórsvøllur, Tórshavn, Insulele Feroe               | 88                | Insulele Feroe | 2–1  | 2–1                                                  | Calificările pentru Campionatul Mondial de Fotbal 2014 |
| 35. | 16 octombrie 2012  | Stadionul Olimpic, Berlin, Germania                | 89                | Germania       | 1–4  | 4–4                                                  | Calificările pentru Campionatul Mondial de Fotbal 2014 |
| 36. | 14 noiembrie 2012  | Friends Arena, Solna, Suedia                       | 90                | Anglia         | 1–0  | 4–2                                                  | Meci amical                                            |
| 37. | 14 noiembrie 2012  | Friends Arena, Solna, Suedia                       | 90                | Anglia         | 2–2  | 4–2                                                  | Meci amical                                            |
| 38. | 14 noiembrie 2012  | Friends Arena, Solna, Suedia                       | 90                | Anglia         | 3–2  | 4–2                                                  | Meci amical                                            |
| 39. | 14 noiembrie 2012  | Friends Arena, Solna, Suedia                       | 90                | Anglia         | 4–2  | 4–2                                                  | Meci amical                                            |
| 40. | 11 iunie 2013      | Friends Arena, Solna, Suedia                       | 95                | Insulele Feroe | 1–0  | 2–0                                                  | Calificările pentru Campionatul Mondial de Fotbal 2014 |
| 41. | 11 iunie 2013      | Friends Arena, Solna, Suedia                       | 95                | Insulele Feroe | 2–0  | 2–0                                                  | Calificările pentru Campionatul Mondial de Fotbal 2014 |
| 42. | 14 august 2013     | Friends Arena, Solna, Suedia                       | 96                | Norvegia       | 1–0  | 4–2                                                  | Meci amical                                            |
| 43. | 14 august 2013     | Friends Arena, Solna, Suedia                       | 96                | Norvegia       | 2–2  | 4–2                                                  | Meci amical                                            |
| 44. | 14 august 2013     | Friends Arena, Solna, Suedia                       | 96                | Norvegia       | 3–2  | 4–2                                                  | Meci amical                                            |
| 45. | 10 septembrie 2013 | Astana Arena, Astana, Kazahstan                    | 98                | Kazahstan      | 1–0  | 1–0                                                  | Calificările pentru Campionatul Mondial de Fotbal 2014 |
| 46. | 11 octombrie 2013  | Friends Arena, Solna, Suedia                       | 99                | Austria        | 2–1  | 2–1                                                  | Calificările pentru Campionatul Mondial de Fotbal 2014 |
| 47. | 19 noiembrie 2013  | Friends Arena, Solna, Suedia                       | 102               | Portugalia     | 1–1  | 2–3                                                  | Calificările pentru Campionatul Mondial de Fotbal 2014 |
| 48. | 19 noiembrie 2013  | Friends Arena, Solna, Suedia                       | 102               | Portugalia     | 2–1  | 2–3                                                  | Calificările pentru Campionatul Mondial de Fotbal 2014 |
| 49. | 4 septembrie 2014  | Friends Arena, Solna, Suedia                       | Estonia           | 1–0            | 2–0  | Meci amical                                          |                                                        |
| 50. | 4 septembrie 2014  | Friends Arena, Solna, Suedia                       | Estonia           | 2–0            | 2–0  | Meci amical                                          |                                                        |
| 51. | 15 noiembrie 2014  | Stadion Pod Goricom, Podgorica, Muntenegru         | Muntenegru        | 1–0            | 1–1  | Preliminariile Campionatului European de Fotbal 2016 |                                                        |
| 52. | 27 martie 2015     | Stadionul Zimbru, Chișinău, Republica Moldova      | Republica Moldova | 1–0            | 2–0  | Preliminariile Campionatului European de Fotbal 2016 |                                                        |
| 53. | 27 martie 2015     | Stadionul Zimbru, Chișinău, Republica Moldova      | Republica Moldova | 2–0            | 2–0  | Preliminariile Campionatului European de Fotbal 2016 |                                                        |

## Performanțe

### Ajax
- prezența în Champions League: 2001/2002 și 2003/2004
- prezența în Eredivisie: 2001/2002
- câștigător al Cupei: 2002

### Juventus

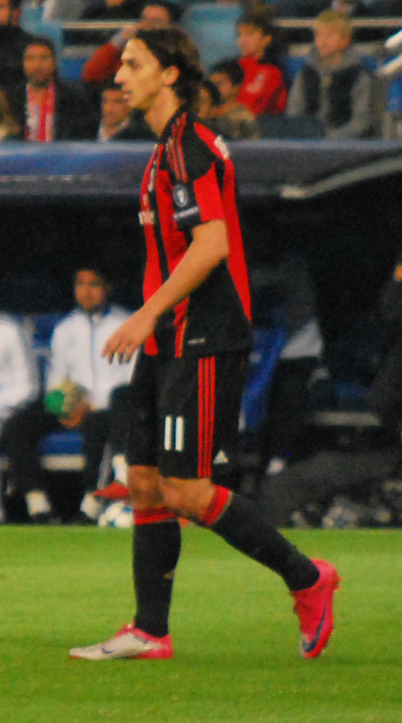
Ibrahimović playing for Milan.

- campion Serie A (Scudetto), 2004/2005 și 2005/2006, dar echipei au fost luate aceste titluri, din cauza scandalului din Serie A
- campion Serie A (Scudetto): 2006/2007, 2007/2008 și 2008/2009
- Super Cupa italiană: 2006 și 2008

### FC Barcelona
- Câștigător La Liga 2009/2010
- Super Cupa spaniolă: 2009 și 2010
- UEFA Super Cup: 2009
- Campionul Mondial pentru echipe de club, în FIFA World Clubs Cup 2009

### AC Milan
- campion Serie A (Scudetto): 2010/2011 2021/2022
- Super Cup 2011

### Manchester United
- UEFA Europa League 2016-2017
- Cupa Ligii: 2016, 2017
- FA Community Shield: 2016/2017

### În echipa națională
- Campionatul Mondial: 2002 - optimi
- EM: 2004 – sfert de finală
- Campionatul Mondial: 2006 - optimi
- EM: 2008 - Eliminată în faza grupelor
- EM:2012 -eliminată în faza grupelor

## Premii individuale
- Guldbollen: 2005, 2007, 2008, 2009, 2010 și 2011
- Jucătorul Anului în Italia sezonul 2004/2005 (numit de fanii clubului)
- Numit în Italia de cel mai bun jucător străin în 2005, 2008 și 2009
- Jerring Prize 2007
- Jucătorul Anului în Serie A în 2008 și 2009
- marcator de top în Serie A sezonul 2008-2009 (25 goluri inclusiv două din penalty)

## Liga Meciuri / goluri
- 2011/12: 32 / 28 (AC Milan)
- 2010/11: 29/14 (AC Milan)
- 2009/10: 29/16 (în Barcelona)
- 2008/09: 35/25 (Inter)
- 2007/08: 26/17 (Inter)
- 2006/07: 27/15 (Inter)
- 2005/06: 35 / 7 (la Juventus)
- 2004/05: 38/19, inclusiv 3 / 3 (în Ajax înainte de 31 august 2004) și 35/16 (la Juventus după data de 31 august 2004)
- 2003/04: 22/13 (în Ajax)
- 2002/03: 25/13 (în Ajax)
- 2001/02: 24 / 6 (Ajax)
- 2001/01: 8 / 3 (Malmo FF)
- 2000/00: 26/12 (Malmö FF)
- 1999-1999: 6 / 1 (Malmö FF)

## Viața personală
Ibrahimović și partenera sa, Helena Seger, au doi fii, Maximilian (născut 2006) și Vincent (născut 2008).